# Kung Fu Panda: Scontro Finale delle Leggende Leggendarie
Kung Fu Panda: Scontro Finale delle Leggende Leggendarie è un videogioco del 2015 di genere picchiaduro appartenente al franchise di Kung Fu Panda.

## Sviluppo
Il gioco è stato annunciato per la prima volta il 4 maggio 2014 ed è stato rilasciato il 27 novembre 2015 in Europa per numerose piattaforme, tra cui Microsoft Windows, Playstation 4, Xbox One e Nintendo 3DS. Il 1º dicembre viene distribuita la versione per Stati Uniti e Canada; infine, il 15 dicembre viene pubblicata la versione per la piattaforma Nintendo Wii U in tutti i Paesi in cui erano già state rilasciate le versioni per le altre piattaforme.
I doppiatori originali Conrad Vernon, Steele Gagnom, Sumalee Montano, James Hong e Randall Duk Kim hanno continuato a ricoprire i loro ruoli come nei film di Kung Fu Panda. Mick Wingert e Amir Talai, invece, continuano a ricoprire i ruoli dei precedenti videogiochi e della serie tv Kung Fu Panda - Mitiche avventure.

## Modalità di gioco
Il gameplay del gioco è simile a quello di altri picchiaduro in 2.5D, come per esempio Super Smash Bros, ma con le dovute differenze date dall'adattamento all'universo di Kung Fu Panda.
Il giocatore ha a disposizione una serie di comandi con cui realizzare mosse di Kung Fu e combo per sconfiggere l'avversario. La sconfitta può essere causata dalla perdita di tutti i punti salute o dalla caduta dalla piattaforme (nel caso in cui questa faccia finire il giocatore al di fuori della visuale del gioco).
Il gioco fornsce cinque modalità:
- Torneo: il giocatore può scegliere un personaggio e si trova ad affrontare 10 partite di difficoltà gradualmente maggiore, dopo le quali sarà proclamato vincitore. In caso di sconfitta, è possibile riprovare i round fino a un massimo di tre volte, considerando complessivamente tutto il torneo, dopodiché è necessario ricominciare dalla prima partita. Tutti i personaggi hanno tre vite e rientrano in gioco automaticamente dopo aver esaurito la propria salute.
- Versus: il giocatore può affrontare fino a un massimo di 3 avversari, che possono essere controllati dal computer (I.A.) o da altri giocatori connessi con un controller (joystick), i quali possono fare squadra tra loro o meno. In questa modalità il numero di vite è liberamente impostabile.
- Online: il giocatore può affrontare fino a un massimo di 3 giocatori tramite la rete. Anche in questo caso, è possibile scegliere tra una partita a squadre oppure tutti contro tutti.
- Pratica: in questa modalità il giocatore può provare i comandi e le mosse su un avversario controllato dal computer, ma che non reagisce agli attacchi (pur spostandosi per evitare di cadere dalle piattaforme).
- Tutorial: in questa modalità il gioco illustra al giocatore i comandi di base e le combo più complesse.

Il gameplay è molto simile nelle differenti piattaforme, ma la versione per Nintendo 3DS non presenta la modalità multiplayer online.
Nelle modalità Torneo e Versus il giocatore può scegliere tra cinque livelli di difficoltà che determineranno l'abilità e i punti salute dei personaggi controllati dal computer: Studente, Esordiente, Istruttore, Maestro e Leggenda.
La modalità di gioco principale è la modalità Torneo, in cui sono presenti diverse tipologie di round: 
- Round 1: partita 1 contro 1 a tempo. Allo scadere del tempo, viene proclamato vincitore il giocatore con più vite residue. In caso di parità, vi è una modalità "Morte improvvisa" che funge da spareggio. Inoltre, la partita può concludersi anche prima dello scadere del tempo, nel caso in cui uno dei due personaggi esaurisse tutte e tre le vite.
- Round 2: partita 2 contro 2. Il giocatore viene affiancato da un partner controllato dal computer. La partita si conclude se entrambi i membri della squadra avversaria perdono tutte e tre le vite, oppure se il giocatore perde tutte le vite. La sconfitta del partner del giocatore, invece, non determina la fine della partita.
- Round 3, 9 e 10: partite 1 contro 1. La partita si conclude quando uno dei due giocatori perde tutte e tre le vite.
- Round 4: partita a 3 "tutti contro tutti". L'obiettivo è accumulare la maggiore quantità di cibo. Quando i personaggi vengono colpiti lasciano cadere dei ravioli e lo scopo degli avversari è raccoglierne il più possibile. In questa modalità, non è necessario conservare più vite degli avversari per vincere, ma il giocatore deve comunque preoccuparsi di non perdere tutte e 3 le vite, altrimenti non potrebbe tornare in gioco e sarebbe sconfitto.
- Round 5: partita a 3 "tutti contro tutti". L'obiettivo è trattenere il più possibile una particolare sfera di luce e non lasciarla prendere agli avversari. Vince il giocatore che mantiene la sfera di Ki per più secondi. Anche in questo caso, il giocatore deve conservare almeno una delle tre vite.
- Round 6: partita 1 contro 2. La partita si conclude se il giocatore sconfigge entrambi gli avversari controllati dal computer oppure perde tutte e tre le vite.
- Round 7: partita 2 contro 2 a tempo. Allo scadere del tempo, vince la squadra con più vite rimanenti.
- Round 8: partita 1 contro 3. La partita si conclude se il giocatore sconfigge tutti e 3 gli avversari controllati dal computer oppure perde tutte le vite.

## Mosse
Il gioco può essere controllato esclusivamente tramite joystick (ad eccezione della versione per Nintendo 3DS). Anche la versione per PC, infatti, richiede al giocatore un controller per Xbox 360; in alternativa, è possibile utilizzare un altro tipo di controller e rivolgersi a software di terze parti per l'emulazione.
I comandi in questa paragrafo perciò non fanno riferimento alla versione per Nintendo 3DS, ma soltanto alle altre piattaforme (per le quali il gameplay è quasi identico).
Il giocatore ha la possibilità di adoperare un'ampia serie di mosse, alcune di queste differenti in base al personaggio, attivabili con comandi diversi e combo:
- Movimento (stick sinistro)
- Salto (A): consente di saltare sulle piattaforme
- Doppio salto (due volte A): consente di saltare più in alto del normale e raggiungere piattaforme altrimenti inarrivabili
- Attacco standard (X sui controller): simile per tutti i personaggi. Consiste solitamente in un calcio rotante che infligge un danno non particolarmente elevato. La pressione del tasto di attacco per tre volte consecutive genera una combo che causa un calcio più forte
- Attacco standard in movimento o in volo (X + destra/sinistra/su/giù): possibili varianti dell'attacco standard in base ai tasti premuti contemporaneamente dal giocatore e alla posizione del personaggio
- Attacco ad effetto (RT o stick destro): cambia in base al personaggio e può essere scagliato verso destra, sinistra, verso l'alto o verso il basso (in quest'ultimo caso diventa una "schiacciata" del personaggio verso il basso che infligge danno ad area), infligge un danno maggiore dell'attacco standard e scaglia lontano l'avversario
- Attacco speciale (Y): cambia in base al personaggio. Si tratta di un attacco più lento ma che infligge un danno maggiore e può essere caricato tenendo schiacciato il rispettivo pulsante per aumentarne ulteriormente la potenza. Anche in questo caso può generare mosse particolari se usato verso destra/sinistra o verso l'alto. Inoltre alcuni personaggi (vedi sotto) possono sferrare questo attacco a distanza, ad esempio lanciando la propria arma o una piccola palla di fuoco).
- Trattenuta (R1): blocca per qualche secondo l'avversario e consente di colpirlo con il tasto di attacco o di lanciarlo lontano (muovendo uno dei due stick verso destra/sinistra/alto)
- Parata (L2 o R2): genera una bolla protettiva attorno al personaggio e blocca gli attacchi standard dell'avversario, inoltre attutisce i danni degli attacchi più potenti
- Fuga (L2 o R2 + levette di posizione): consente di spostarsi molto rapidamente mantenendo temporaneamente anche l'invulnerabiltà della parata. Si tratta di una mossa utilizzata per "materializzarsi" alle spalle dell'avversario ed evitare un colpo violento
- Flash (L1 + stick sinistro): consente di volare per pochi secondi e quindi evitare la caduta dalle piattaforme. Può essere utilizzato soltanto 3 volte in una partita
- Mossa speciale (B): è l'attacco più potente del gioco e può essere utilizzato soltanto dopo aver riempito l'indicatore di energia posto sotto l'indicatore della salute. Per riempire l'indicatore di energia è necessario completare con successo un certo numero di attacchi e danneggiare gli avversari. Questa mossa speciale cambia in base al personaggio (vedi sotto) e nella maggior parte dei casi sconfigge definitivamente l'avversario. La mossa speciale ha però un punto debole (ad eccezione di alcuni personaggi): il giocatore deve essere rivolto verso un avversario (dunque verso destra o sinistra) e non deve trovarsi più in alto o più in basso di quest'ultimo, altrimenti rischia di fare una rincorsa a vuoto e sprecare la propria mossa.

Inoltre, il giocatore ha la possibilità di raccogliere una serie di bonus che possono aiutarlo durante le partite. Due di questi, in particolare, evocano temporaneamente Mantide o Vipera (che non sono giocabili come personaggi a sé stanti) per aiutare la squadra del giocatore.

## Personaggi
Il gioco consente un'ampia scelta di personaggi giocabili. Ciascuno dei personaggi ha una mossa speciale differente, utilizzabile dopo aver riempito l'apposito indicatore di energia. Tuttavia, le mosse speciali di alcuni personaggi sono simili ed è possibile accomunarle tra loro. Le uniche mosse speciali infallibili sono quelle di Maestro Oogway, Maestro Pollo e Li, in quanto consentono al giocatore di controllare il personaggio anche dopo averla lanciata, e dunque non è necessario che il personaggio sia rivolto nella direzione giusta. La mossa di Kai invece deve essere rivolta nella direzione giusta ma è l'unica che ha il 100% di probabilità di togliere tutta la salute a un avversario (anche se la barra salute è piena), e l'unica che sconfigge l'avversario senza lanciarlo fuori dai confini del gioco.
Di seguito è riportato l'elenco dei personaggi giocabili, inclusi quelli scaricabili separatamente tramite DLC, con una breve descrizione.

### Personaggi della Valle della Pace
- Po: il guerriero dragone. La sua mossa speciale è la presa del dito Wuxi, che consente di sconfiggere definitivamente un avversario.
- Tigre: la più forte e determinata dei cinque cicloni. È capace di attaccare a distanza generando 3 palle di fuoco (con l'attacco speciale "standard", tasto Y). A differenza di Oogway e Tai Lung, questa mossa non lancia palle di fuoco "dritte" verso l'avversario, ma le lancia in 3 direzioni diverse (rendendo molto più difficile evitarle). La sua mossa speciale consiste nel prendere la rincorsa e colpire violentemente un avversario, generando successivamente un'esplosione che infligge danno anche agli eventuali altri avversari
- Gru: in combattimento sfrutta le sue ali e la sua agilità per sfuggire ai nemici. La sua messa speciale consiste nel generare un tornado d'aria
- Scimmia: in combattimento sfrutta il suo bastone per creare delle mosse impossibili per gli altri personaggi (fuorché Oogway). Durante la mossa speciale si siede in posizione Yoga, viene avvolto da una sfera di luce e spara palle di fuoco verso gli avversari
- Maestro Shifu: sfrutta le sue piccole dimensioni per muoversi velocemente e conosce i "talloni d'Achille" degli avversari. La sua mossa speciale gli consente di attaccare alla velocità della luce i punti deboli e i nervi dei nemici, in modo da paralizzarli temporaneamente, dopodiché causa un'esplosione che li spazza via
- Maestro Oogway: incredibilmente resistente, possiede un ampio repertorio di mosse realizzate anche grazie al suo bastone. Ha la capacità di attaccare a distanza lanciando delle palle di fuoco dorate (con l'attacco speciale "standard", tasto Y). Utilizzando lo stesso attacco speciale in movimento, invece, ha l'importante abilità di stordire temporaneamente gli avversari con un attacco nervino. Un'altra abilità particolare di Oogway consiste nel roteare sul proprio guscio; in questa posizione diventa quasi inattaccabile (tranne che dalla piattaforma sottostante). La sua mossa speciale invece lo avvolge in un vortice di petali di pesco (riferimento al primo film) che lo rende invulnerabile agli attacchi e infligge danno agli avversari qualora lo tocchino.
- Mr. Ping: padre adottivo di Po e proprietario di un ristorante. Il suo stile di combattimento sfrutta la sua abilità in cucina e i suoi utensili. La sua mossa speciale consiste nel lanciare ravanelli esplosivi verso gli avversari.

### Maestri di Kung Fu
- Maestro Orso: è in grado di attaccare a distanza (come Tigre), lanciando la sua ascia e riprendendola come un boomerang. Ha la particolarità di mantenere la posizione quando riceve degli attacchi "standard" e di non essere spazzato via facilmente. La sua mossa speciale lo ingigantisce notevolmente, incrementando la potenza dei suoi attacchi.
- Maestro Pollo: la sua mossa speciale è simile a quella di Maestro Oogway in quanto lo avvolge in una sfera di luce rossa che gli consente di volare ed essere invulnerabile
- Maestro Croc: in combattimento sfrutta la sua particolare anatomia (ovvero la sua coda) per avere un'arma in più rispetto agli avversari. La sua mossa speciale è simile a quella di Tigre, poiché Croc prende la rincorsa verso un avversario e lo spazza via
- Maestro Cinghiale: ha l'abilità di sparare fuoco dal naso. La sua mossa speciale invece infuoca temporaneamente il personaggio, che può infliggere gravi danni agli avversari che lo toccano
- Maestro Bue: la sua mossa speciale genera un mirino controllato automaticamente che spazza via un avversario e infligge danni leggeri anche agli altri
- Maestro Porcospino (DLC): dotato di un arco speciale, in combattimento ama sparare frecce avvelenate, dardi e spine. Come Maestro Orso, quindi, ha anch'egli la possibilità di attaccare a distanza. La sua mossa speciale gli consente di lanciare frecce a una velocità molto elevata, lanciando l'avversario verso l'alto dello schermo e dunque facendogli perdere molta salute

### Panda
- Li: padre biologico di Po. Ha la possibilità di attaccare a distanza sparando ravioli con la bocca. La sua mossa speciale lo trasforma in tornado che può essere spostato a piacimento dal giocatore e spazza via gli avversari
- Men Mei: affascinante femmina di panda. La sua mossa speciale lancia palle infuocate che infliggono gravi danni agli avversari.
- Bao: un cucciolo di panda che ama giocare a Ping Pong, la sua mossa speciale genera una cascata di fuoco dall'alto dello schermo verso il basso
- Piccolo Po: Po da neonato. La sua mossa speciale trasforma temporaneamente l'avversario in un ravanello e poi lo lancia lontano, infliggendo gravi danni

### Antagonisti
- Capo dei lupi: la sua arma principale in combattimento è il martello che ruota pericolosamente intorno a sé. La sua mossa speciale evoca diversi lupi che arrivano molto velocemente dall'alto e si avventano sugli avversari
- Gorilla: la sua mossa speciale lo avvolge in una sfera di luce, che non può essere spostata a piacimento (a differenza di quella di Oogway), ma ciò non è necessario in quanto essa lancia detriti infuocati e quindi può danneggiare gli avversari anche a distanza. Può attaccare a distanza anche con l'attacco speciale "standard" (tasto Y), che gli consente di lanciare dei piccoli massi (riferimento al livello dei gorilla di montagna del primo videogioco; i gorilla sono tuttavia presenti anche nel secondo film come aiutanti di Lord Shen insieme ai lupi).
- Su Wu, ghepardo leader delle tre Sorelle Wu. Estremamente agile, la sua mossa speciale evoca le due sorelle con le quali forma un tridente roteante che spazza via gli avversari
- Tai Lung: l'antagonista principale del primo film. Dotato di un'estrema forza fisica, la sua mossa speciale consiste nel trascinare verso di sé un avversario e prenderlo a calci molto velocemente; questi suoi calci lanciano inoltre delle palle di fuoco blu che possono danneggiare anche altri avversari. Analogamente a Oogway, può attaccare a distanza tramite l'attacco speciale "standard" (tasto Y), che gli consente anch'esso di lanciare palle di fuoco blu
- Lord Shen: l'antagonista principale del secondo film. Incredibilmente lucido e spietato, la sua mossa speciale evoca dei cannoni che sparano palle di fuoco verso gli avversari (riferimento al secondo film)
- Kai (DLC): l'antagonista principale del terzo film. Massiccio ed estremamente potente grazie al suo Chi, sfrutta le sue catene per combattere e le ruota ovunque scagliando via gli avversari. La sua mossa speciale consiste nel prendere il Chi di un avversario sconfiggendolo definitivamente (riferimento al terzo film).

### Altri
- Comandante Rhino, ex custode della prigione di Tai Lung. Personaggio molto massiccio e dai movimenti lenti, sfrutta principalmente il suo martello per combattere (analogamente al capo dei Lupi). La sua mossa speciale consente di fare cadere delle palle di fuoco dall'alto verso il basso, lasciando scegliere al giocatore la posizione esatta (è necessario infatti spostarsi con i comandi di movimento e poi premere nuovamente il tasto B).
- Veggente, un'anziana capra che è stata nutrice di Po e consigliera di Lord Shen. Ha l'abilità di sparare un raggio di fuoco dal naso (come Maestro Cinghiale). La sua mossa speciale è invece simile a quella di Scimmia, in quanto lancia palle di fuoco in tutte le direzioni e non esclusivamente verso un avversario. In generale, i personaggi anziani o molto massicci non prendono la rincorsa specificamente verso un avversario (come Tigre o Tai Lung) e dunque hanno una minore probabilità di sprecare la propria mossa speciale, la quale però infligge meno danno. Il gioco infatti associa la mossa speciale allo stile di combattimento del personaggio oppure fa riferimento a eventi accaduti nei film (nel caso di Po, Lord Shen, Kai e Oogway).

## Contenuti scaricabili
Alcuni personaggi e scenari del gioco sono stati resi disponibili in forma di DLC (ovvero contenuto scaricabile), e dunque richiedevano di essere acquistati e scaricati singolarmente.
I DLC sono stati resi disponibili per tutte le console supportate dal gioco (PlayStation 3, Playstation 4, Xbox 360, Xbox One, Wii U) tramite i relativi negozi online e su Steam per quanto riguarda Microsoft Windows. Per la versione Nintendo 3DS, invece, è possibile ricevere i contenuti aggiuntivi grazie a dei codici promozionali all'interno del gioco.
I contenuti scaricabili extra comprendono:
- 7 nuovi personaggi giocabili: Bao, Kai, Li, Maestro Pollo, Guerriero Po, Li con Armatura di Maestro Rino Volante e Signor Ping Blindato
- Aspetto alternativo per 8 personaggi: Maestro Croc Gombie, Maestro Gru Gombie, Maestro Oogway Gombie, Maestro Orso Jombie, Maestro Pollo Gombie, Maestro Shifu Gombie, Porcospino Gombie e Scimmia Gombie
- 4 nuovi livelli: Giardino del Maestro, Regno degli Spiriti, Villaggio dei Panda e Vista del villaggio dei Panda

## Accoglienza
Il gioco ha ricevuto recensioni miste: il sito Multiplayer.it assegna un voto di 5,7/10 alla versione per PS4 del gioco, mentre la media dei voti degli utenti è di 7/10. Il sito everyeye.it assegna un voto di 5,8/10, con la media voti degli utenti che raggiunge il 6/10.
Generalmente, è stata apprezzata la grafica del gioco, la sua semplicità di utilizzo e immediatezza, e l'ampio repertorio di mosse e personaggi giocabili. Molti hanno invece malvisto la carenza di una trama nel gioco, e l'eccessiva somiglianza con altri giochi dello stesso genere, ritenendo che gli sviluppatori abbiano avuto poche idee per la creazione di questo gioco.
Inoltre, molti giocatori in possesso della versione per PC non hanno apprezzato la scelta degli sviluppatori di non includere il supporto per mouse e tastiera.